# Majestätsbrott

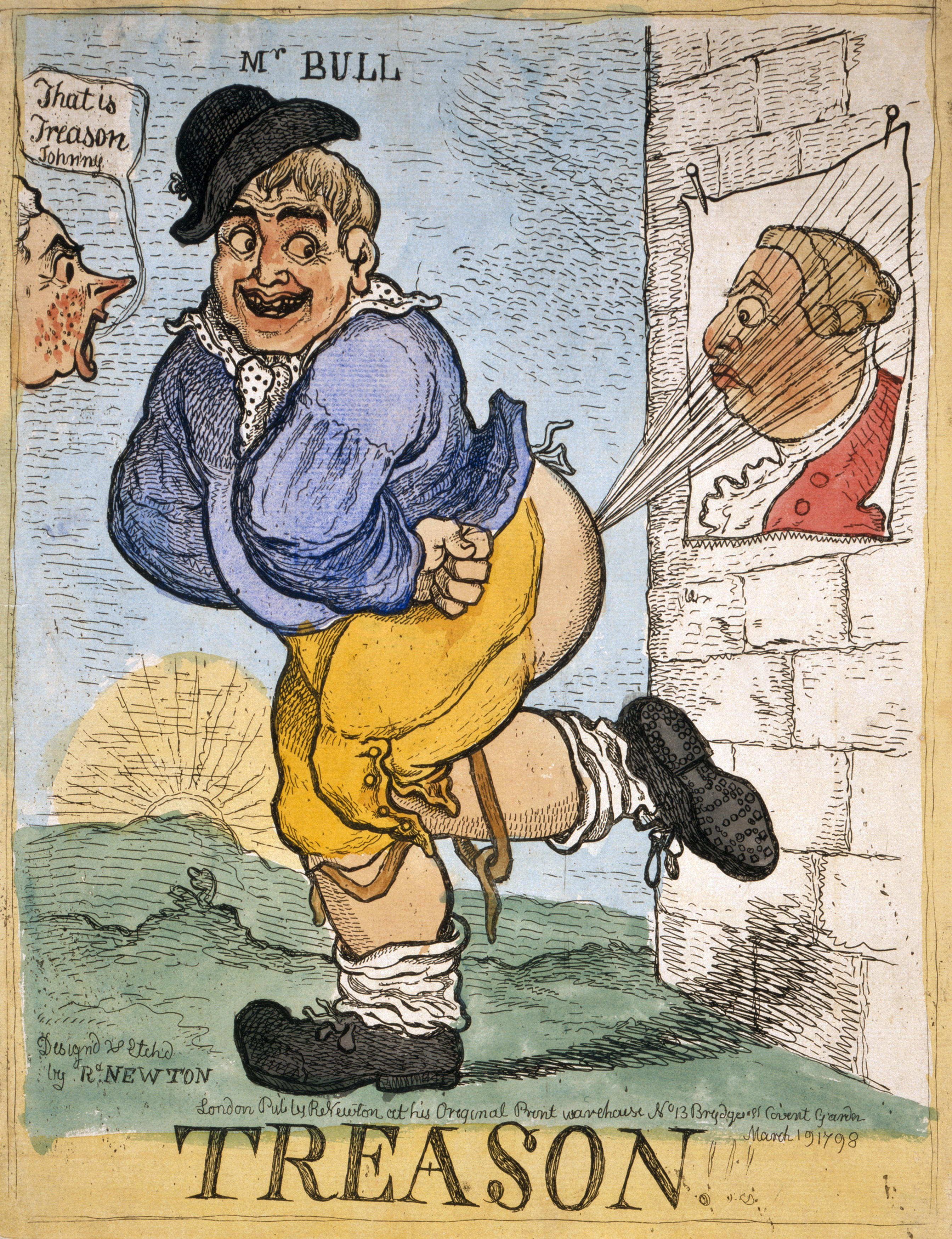
John Bull, en brittisk nationspersonifikation, fiser kung Georg III i ansiktet, i en karikatyr av Richard Newton från 1798.

Majestätsbrott eller majestätsförbrytelse är en gärning eller ett uttalande som kränker kungens eller regentens värdighet. Brottsrubriceringen förekom i antikens Rom och finns även omnämnd i svenska källor från slutet av 1200-talet. 
Inom den kanoniska rätten ansågs, med stöd av påven Innocentius III, kätteri vara ett majestätsbrott, då gärningen riktades mot Gud. Den tyske kejsaren Fredrik II fastställde 1238 straffet till bränning på bål. Därigenom kom straffet att ingå i den så kallade kejsarrätten och fick stor spridning i Europa.

## I Sverige

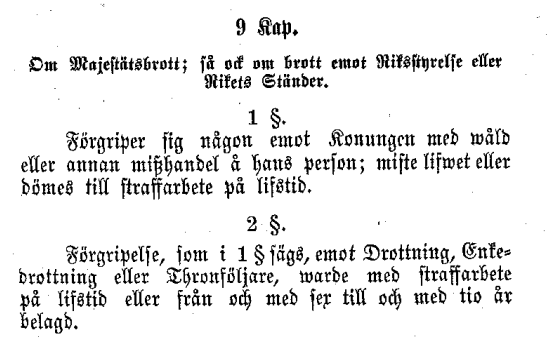
Majestätsbrott i 1864 års strafflag.

Termen ”majestätsbrott” infördes i och med 1864 års strafflag och avskaffades 1948. 
Vanligen avses med majestätsbrott sådana brott som hänförs till högförräderi. Mordförsök på statsöverhuvud skulle hänföras till högförräderi, men lindrigare angrepp som smädelse eller förtal av statsöverhuvud skulle rubriceras majestätsbrott. Alla former av våld eller misshandel mot kunglig person stadgade tidigare dödsstraff eller livstids straffarbete. Under denna tid var det dessutom förbehållet kungen själv att döma i saken, allmän åklagare fick inte åtala i sådana fall om inte kungadråp ägt rum.

## I Thailand
Thailands lag mot majestätsbrott tillhör världens strängaste. Den som yttrar sig nedsättande om monarken riskerar att dömas till fängelse upp till 15 år. I januari 2010 dömdes den australiske författaren Harry Nicolaides till tre års fängelse för att i en roman ha smädat kung Bhumibol. Domaren angav som skäl för domen att Nicolades i ett parti av romanen diskuterat en fiktiv prins privatliv. Domaren hävdade att boken gav sken av att det förekom missbruk av den kungliga makten i Thailand. År 2008 dömdes en schweizisk man till tio års fängelse för ha kladdat på ett porträtt av monarken. Schweizaren fick för detta sitta fyra månader i fängelse och utvisades därefter från landet.

## I Turkiet
I Turkiet är det förbjudet att förolämpa landets president. I mars 2025 greps den svenske journalisten Joakim Medin vid besök i Turkiet för detta brott. Förolämpningen, om det var en sådan, hade tidigare utförts från Sverige, vilket startat en brottsutredning och arresteringsorder i Turkiet.